# هرینگتون، لینکلن‌شر
هرینگتون (به انگلیسی: Harrington) یک محله مدنی و روستا در بریتانیا است که در لیندسی شرقی واقع شده‌است.